# Ibadan
Ibadan város Nigéria délnyugati részén, Oyo állam székhelye. Az ország egyik legnagyobb városa; 2012-ben mintegy 5,5 millió, elővárosokkal mintegy 5,9 millió fő lakosa volt.

## Gazdaság
A város a kakaó-, pálmaolaj-, manióka, fa- és kóladió-kereskedelem központja. Számos iparágnak ad otthont, mint például a textilipar, élelmiszer-feldolgozás, egészségügyi és kozmetikai ipar, dohányfeldolgozás és cigarettagyártás, bőr- és bútorgyártás stb. 
Nagy hírű egyeteme az ország szellemi központja.

## Nevezetes szülöttei

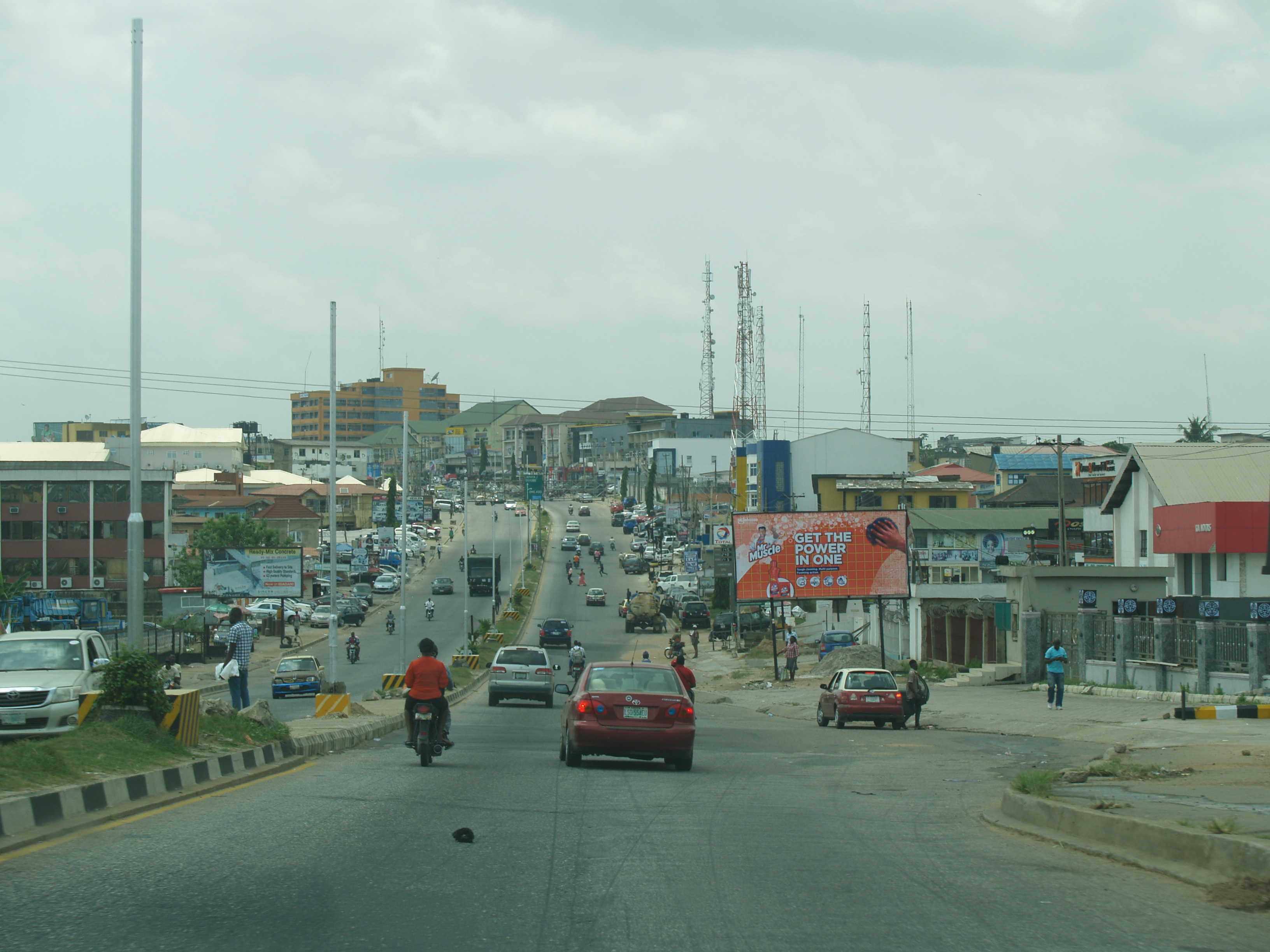
Az ibádáni körgyűrű

- Fekete Pákó, magyar énekes
- Hugo Weaving, színész

## Fordítás
Ez a szócikk részben vagy egészben  az   Ibadan című német Wikipédia-szócikk fordításán alapul.  Az eredeti cikk szerkesztőit annak laptörténete sorolja fel. Ez a jelzés csupán a megfogalmazás eredetét és a szerzői jogokat jelzi, nem szolgál a cikkben szereplő információk forrásmegjelöléseként.